# Smishing
Smishing, także SMS phishing – wysłanie krótkiej wiadomości tekstowej (SMS), w której nadawca podszywa się pod inny podmiot w celu nakłonienia odbiorcy tej wiadomości do określonego zachowania, w szczególności przekazania danych osobowych, niekorzystnego rozporządzenia mieniem, otwarcia strony internetowej, inicjowania połączenia głosowego lub instalacji oprogramowania.